# 滾動的天空2
《滾動的天空2：幻想曲》原本是由獵豹移動公司營運，2020年12月17日的1.1.2(1.1.4)版本起由BitQueen Inc.公司代理此遊戲。此遊戲是繼《滾動的天空》開發的3D跑酷遊戲。

## 玩法與系統
主要玩法是透過左右滑動，操控關卡主角，使其避開障礙物，到達終點。每個關卡分為三種難度（關卡《死亡之書》、《彩虹山》、《浪人》、《家園》、《俠盗前傳》、《命運》除外。Android獵豹版只有兩種難度），且每一關都有配套的音樂和一個故事。

遊戲內截圖

## 发行
《滾動的天空2》目前正式登陸iOS App Store、Nintendo Switch平台和Steam平台，而TapTap和Google Play平台尚未正式發布。
遊戲（1.1.2BitQueen版）在Google Play平台上只對部分國家公開下載。

## 獎項
《滾動的天空2》在整体设计上，因其绝佳的产品品质，在2018年获得德国红点设计大奖游戏品类中的Winner奖别。